# 장민규
장민규(張敏圭, 1999년 3월 6일 ~ )는 대한민국의 축구 선수로 현재 제주 SK FC에서 수비수로 활약 중이다.

## 구단 경력

### 제프 유나이티드 지바
울산 현대중학교, 인천 광성중학교, 인천 부평고등학교, 한양대학교를 거쳐 2020 시즌을 앞두고 당시 윤정환 감독이 이끌던 일본 J2리그의 제프 유나이티드 지바 입단을 통해 프로에 전격 입문했다.
그리고 제프 유나이티드 지바 입단 이후 2022 시즌까지 3시즌동안 공식전 104경기 4골의 준수한 성적을 거두는 등 제프 유나이티드 지바의 핵심 센터백으로 활약했다.

### 마치다 젤비아
2023 시즌을 앞두고 같은 J2리그의 마치다 젤비아로 트레이드된 이후 2023 시즌 공식전 37경기 6개의 공격포인트(4골·2어시스트)를 작성하며 창단 첫 J2리그 우승 및 창단 첫 J1리그 입성에 기여한 뒤 2024 시즌에서도 주전으로 활약하며 3위라는 구단 역사상 일본 최상위 리그 역대 최고 성적에 일조했다.

## 국가대표팀 경력

### 대한민국 U-23 대표팀
2020년 AFC U-23 아시안컵 예선을 앞두고 U-23 대표팀에 전격 합류하여 캄보디아와의 H조 2차전에서 청소년 대표팀 데뷔골을 신고했지만 이후 U-23 아시안컵 본선 명단에서 배제되었다.
그 뒤 2022년 아시안 게임에서도 승선 가능성이 남아 있었지만 설상가상으로 전 세계에 확산된 코로나19 범유행의 여파로 아시안 게임이 1년 연기되면서 끝끝내 아시안 게임 명단에마저 포함되지 못했다.
그리고 2024년 하계 올림픽에서는 대표팀이 올림픽 아시아 예선격인 2024년 AFC U-23 아시안컵 8강전 승부차기에서 신태용 감독의 인도네시아에 당한 충격패로 40년만의 올림픽 본선행이 좌절되면서 더 이상의 병역 특례를 노릴 수 없게 되었다.

## 대회 성적

### 클럽
마치다 젤비아
- J2리그 : 우승 (2023)